# Jugowiec
Jugowiec – wieś w Polsce położona w województwie dolnośląskim, w powiecie średzkim, w gminie Środa Śląska.

## Podział administracyjny
Do 1945 roku Jugowiec znajdował się w granicach Niemiec. W latach 1975–1998 miejscowość administracyjnie należała do województwa wrocławskiego.

## Demografia
Liczba ludności w marcu 2011 r. wynosiła 287 osób.

## Położenie
Miejscowość położona na południowy wschód od Środy Śląskiej, w odległości 4 km. Odległość od Wrocławia wynosi około 30 km.

## Zabytki
Do wojewódzkiego rejestru zabytków wpisany jest:
- zespół pałacowy:
  - pałac, z 1780 r., przebudowany na początku XX w.
  - park, z XVIII-XIX w.

## Komunikacja
Komunikację zapewniają busy i autobusy, bezpośrednie połączenia ze Środą Śląską, Kątami Wrocławskimi oraz z Wrocławiem.